# Technika Q
Technika Q także Q-sort – technika psychometryczna polegająca na sortowaniu stwierdzeń pod względem pasowania do jakiegoś kryterium na kilkupunktowym kontinuum. Początek skali oznacza zupełny brak zgodności, koniec skali całkowitą zgodność. 
Pierwszy raz technika ta zastosowana została przez Williama Stephensona w 1953. Stephenson nazwał ją „Techniką Q” później nazywana zwykle Q-sort, tak też nazywa się zbiór pozycji, które podlegają sortowaniu.

## Przykład
Prosimy osobę badaną aby oszacowała w jakim stopniu pasują do niej następujące stwierdzenia: „lubię seks”, „myślę o seksie”, „fantazjuję o różnych partnerach”, „seks jest przereklamowany” itd. Zadaniem badanego jest ułożenie tych kartek na osobne kupki zgodnie z tym jak bardzo do niego pasują. Dodatkowo stosuje się pewne ograniczenia sortowania, tak aby rozkład twierdzeń przypominał w przybliżeniu rozkład normalny – badany dowiaduje się, że powinien użyć wszystkich punktów kontinuum, najwięcej kartek powinno znaleźć się w środkowej części, skrajne powinny być używane rzadziej.
Technika ma tę zaletę, że pozwala na przełożenie danych jakościowych na ilościowe, dzięki czemu możliwa jest ich analiza statystyczna. W ten sposób można porównywać dane z różnych źródeł (np. testów, ocen sędziów kompetentnych, wywiadów, samoopisów itd.). Można oszacowywać zbieżności ocen różnych osób (np. oceny szefa przez różnych pracowników). Można także badać wiele właściwości, trudnych do jednoznacznego zdefiniowania. np. ocena dzieł malarskich ze względu na indywidualny zmysł estetyczny.
Technika może być stosowana wielokrotnie po zmianie kryterium sortowania. Możemy prosić osobę badaną by uszeregowała różne stwierdzenia zgodnie z tym jak dobrze charakteryzują ją samą. Następnie zaś prosić ją aby uszeregowała je zgodnie z tym jaka chciałaby być. Tym sposobem możemy dowiedzieć się jakie jest np. ja realne badanego i jego ja idealne, czy też w jaki sposób oszacowuje innych ludzi.